# Stenus ageus
Stenus ageus är en skalbaggsart som beskrevs av Thomas Casey 1884. Stenus ageus ingår i släktet Stenus, och familjen kortvingar. Arten är reproducerande i Sverige.